# Escariz (Arouca)
Escariz é uma povoação portuguesa sede da Freguesia de Escariz do Município de Arouca, freguesia com 17,99 km² de área e 2111 habitantes (censo de 2021), tendo, por isso, uma densidade populacional de 117,3 hab./km².
É uma povoação distante da sede do município, Arouca, sendo que fica mais próxima de outros centros urbanos (S.J.Madeira, StªMª da Feira, Oliveira de Azeméis e Vale de Cambra), do que propriamente da vila de Arouca.

## Demografia
A população registada nos censos foi:
| Distribuição da População por Grupos Etários | Distribuição da População por Grupos Etários | Distribuição da População por Grupos Etários | Distribuição da População por Grupos Etários | Distribuição da População por Grupos Etários |
| -------------------------------------------- | -------------------------------------------- | -------------------------------------------- | -------------------------------------------- | -------------------------------------------- |
| Ano                                          | 0-14 Anos                                    | 15-24 Anos                                   | 25-64 Anos                                   | > 65 Anos                                    |
| 2001                                         | 471                                          | 355                                          | 1137                                         | 292                                          |
| 2011                                         | 388                                          | 292                                          | 1203                                         | 339                                          |
| 2021                                         | 265                                          | 263                                          | 1146                                         | 437                                          |

## Heráldica
Brasão: escudo de púrpura, dólmen de prata realçado de negro; em chefe, espiga de milho de ouro, entre duas abelhas do mesmo, aladas de prata. Coroa mural de prata de três torres. Listel branco, com a legenda a negro: "ESCARIZ - AROUCA".
Bandeira: amarela. Cordão e borlas de ouro e púrpura. Haste e lança de ouro.

## Escola
A Escola Básica e Secundária de Escariz é um escola da pré-primária ao ensino secundário.
Também é a escola sede do Agrupamento de Escolas de Escariz, sendo as outras escolas: Polo de Fermêdo, Escola da Serra da Vila (Mansores) e o Polo de Chave.
A escola foi inaugurada a 12 de outubro de 2001, sendo escola de 2º ciclo, 3º ciclo e ensino pré-primário, posteriormente passou a integrar o ensino secundário e só depois, com a abertura do Polo de Escariz, é que foi implementado o 1º ciclo.
O atual diretor é Vítor Venceslau.

## Lugares
Além da sede, a Freguesia de Escariz engloba os seguintes lugares:
Abelheira, Alagoas, Aliviada, Alvite de Baixo, Alvite de Cima, Aral, Belide, Caçus, Calvário, Cimo da Inha, Coruto, Coval Quente, Cruzeiro, Figueiredo, Gestosa, Igreja, Inha, Juntas, Lameira Branca, Lameiros, Laranjeira, Leira, Londral, Nabais, Poças, Vale de Lameiro, Venda da Serra, Vér, Vila Chã, Viso.

## Património
- Dólmen da Aliviada, Mamoa 1 da Aliviada ou Dólmen pintado de Escariz
- Castelo Roqueiro de Coruto
- Necropole de Vale de Lameiro
- Mamoas
- Estrada romana
- Capela de São Pedro
- Cruzeiro de Nabais